# Beagle (Hunderasse)
Der Beagle ist eine von der FCI anerkannte britische Hunderasse (FCI-Gruppe 6, Sektion 1.3, Standard Nr. 161).

## Herkunft und Geschichtliches
Der Ursprung des Wortes Beagle ist nicht eindeutig geklärt. Es ist möglich, dass das Wort vom französischen Begriff begueule abgeleitet wurde, was so viel wie geöffnete Kehle oder lautes Maul bedeutet. Auch wäre der französische Begriff beugler möglich, was brüllen bedeutet, oder ein angeblich alter deutscher Begriff begele, was schelten bzw. schimpfen bedeuten soll. Genauso wäre auch die alte englische, französische oder walisische Bezeichnung beag möglich, was so viel wie klein bedeutet.

Der Beagle ist ein Jagdhund, der ursprünglich in England als lauffreudiger Meutehund speziell für die selbstständige Treibjagd auf Feldhasen und Wildkaninchen gezüchtet wurde. Im AKC und KC wird er zur Hound group gezählt. Beagles jagen hauptsächlich in der Meute und werden sowohl zu Fuß als auch zu Pferd geführt, im Gegensatz zu den Foxhounds, die überwiegend zu Pferd auf der Fuchsjagd begleitet werden. Daher wurden die Beagles früher auch als die „Treibhunde der armen Leute“ bezeichnet.

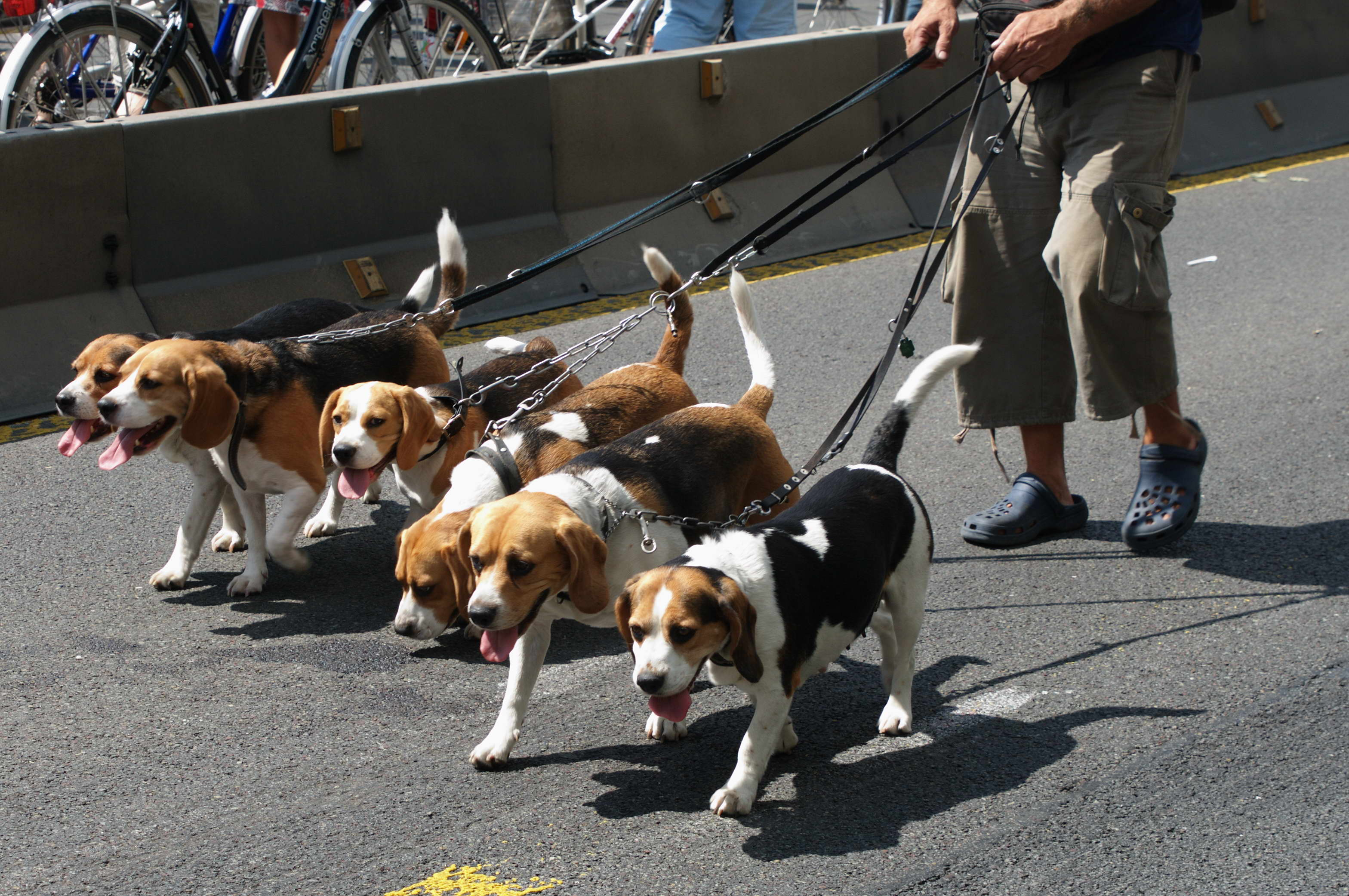
Beaglemeute

Der Ursprung dieser Hunderasse wird teilweise in Frankreich im Bereich der Normandie vermutet. Von dort sollen weiße Hubertushunde (auch als Chien St. Hubert bezeichnet) durch die normannische Familie Talbot im Heer Wilhelms des Eroberers 1066 nach England gelangt sein, deren Ursprung bis ins 9. Jahrhundert auf Züchtungen von Mönchen des nach dem Heiligen St. Hubertus genannten Klosters in den Ardennen zurückgeht. Man nannte diese weißen Jagdhunde auch Talbots und dann 600 Jahre später im englischen Sprachraum auch Northern Hounds bzw. Norman Hounds. Die Northern Hounds wurden als schlanke Hunderasse beschrieben, die schnell und sicher auf der Spur war, aber einen schrillen, flachen und unangenehmen Spurlaut von sich gab.
Um 1400 fanden die Briten während des Hundertjährigen Kriegs im Süden Frankreichs in der Gascogne weitere, ihnen bis dahin unbekannte Hunderassen. Sie waren von den mittelgroßen, bunt gescheckten und gesprenkelten Hunden und deren jagdlichen Qualitäten beeindruckt. Sie wurden aber auch als langsam und schwer, mit viel Hautsubstanz beschrieben. Diese Hunde wurden später als Southern Hounds bezeichnet. Anders als die Northern Hounds waren die Southern Hounds mit schwarzen und braunen Tupfern und Platten auf weißem Grund bedeckt.
Durch die bis zur Ausrottung betriebene Jagd auf Hochwild wie Hirsche und wehrhaftes Großwild wie den Bären blieben nur noch jene scheuen Wildarten übrig, die sich tagsüber versteckten und die man nur durch Verfolgen ihrer Fährte jagen konnte. Dazu waren die Northern Hounds nicht mehr feinnasig genug. Damit kann man davon ausgehen, dass der Ursprung der heutigen Hunderassen sowohl auf die Northern Hounds als auch auf die Southern Hounds zurückgeht. In erster Linie ging es bei der Züchtung der Hounds um die Brauchbarkeit und nicht um Fragen des Aussehens.
Im Jahr 1515 tauchten in den Haushaltsbüchern von König Heinrich VIII. erstmals Buchungen an den Keper of the Begles auf. Im Jahr 1615 erwähnte L. R. Jackson, alias Gervase Markham in seiner allgemeinen Beschreibung aller wichtigen Jagdhunderassen den little Beagle (kleinen Beagle), der in der Satteltasche des Jägers Platz findet und der einer Wildspur nachging, das Wild aber nur selten selber töten, sondern nur ermüden konnte.
Damals wurde auch der Begriff beagling als eine Form der Hundejagd in einer Meute geprägt. Als Rasse anerkannt wurde der Beagle 1890 durch den Britischen Kennel Club.

## Beschreibung

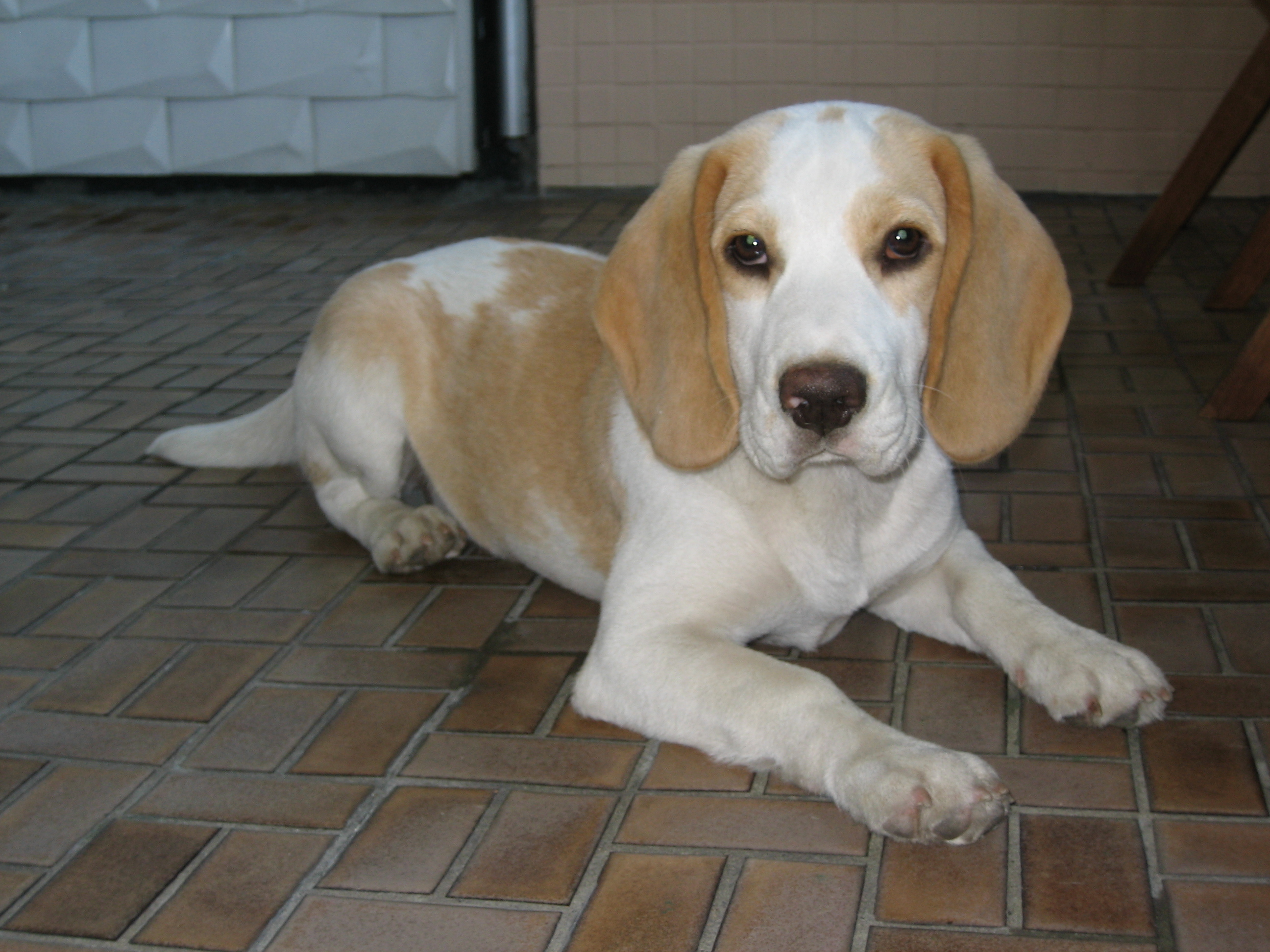
Beagle in der Farbe „tan-white“

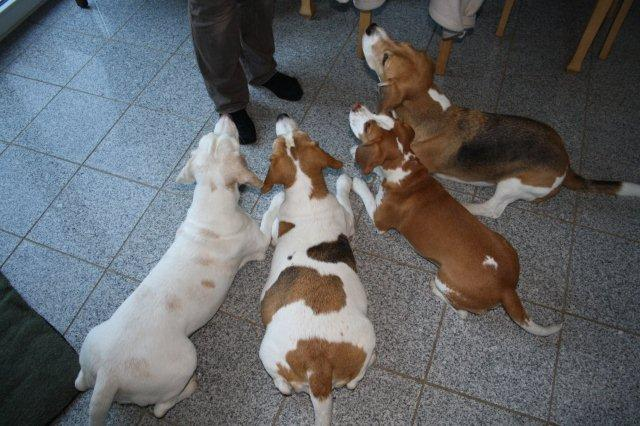
Beagle Hound-Farben von links nach rechts: zweifarbig „tan and white“ (ältere Hündin mit verblassender Farbe), dreifarbig schwarz/rot/weiß mit aufgerissener Decke „tricoloured broken“, zweifarbig rot/weiß „red and white“, dreifarbig „tricoloured“

Gemäß der Beschreibung der FCI ist der Beagle ein Jagdhund, der einen robusten und kompakten Eindruck vermittelt, ohne dabei grob zu wirken. Beagles messen am Widerrist zwischen 33 und 40 cm. Bei dem kurzen, anliegenden und wetterfesten Fell sind alle bekannten Hound-Farben außer „Leber“ zulässig. Die hauptsächlich vorkommenden Farbvarianten sind: zweifarbig braun/weiß („tan and white“), rot-weiß („red and white“), zitronengelb-weiß („lemon and white“) oder dreifarbig schwarz/braun/weiß („tricoloured“); bei durchbrochener Flanke spricht man auch von „tricoloured broken“. Außerdem existieren noch drei verschiedene „Pied“-Varianten.
Der Kopf ist von mäßiger Länge, kraftvoll ohne grob zu sein, mit ausgeprägtem Stop. Die kurzen Beine sind sehr kräftig und muskulös, aber nicht dick. Die Augen sind dunkel- oder haselnussbraun, ziemlich groß mit sanftem, gewinnendem Ausdruck. Das Gebiss hat kräftige Kiefer mit vollständigem Scherengebiss. Die tief angesetzten Ohren sind lang und am Ende abgerundet; nach vorne gelegt reichen sie fast bis zur Nasenspitze. Das Ohrleder ist dünn und liegt an der Backe an. Die Rute ist dick, hoch angesetzt und wird über der Rückenlinie fröhlich getragen, aber nicht über den Rücken gerollt oder vom Ansatz nach vorne geneigt. Die Rutenspitze ist weiß.

## Wesen
Der Beagle ist ein fröhlicher und bewegungsfreudiger Hund. Sein Wesen ist liebenswürdig und aufgeweckt, ohne Anzeichen von Angriffslust oder Ängstlichkeit; bei der Jagd beweist er Zähigkeit und Zielstrebigkeit.
Beagles sind Meutehunde, sie benötigen die Gesellschaft anderer Hunde oder vertrauter Menschen. Sie sind bis ins 20. Jahrhundert hauptsächlich für die Jagd in der Meute gezüchtet worden und brauchen daher viel Auslauf und Bewegung. Beagles neigen als Meutehunde dazu, übermäßig zu fressen.

## Nutzung

### Jagdeinsatz

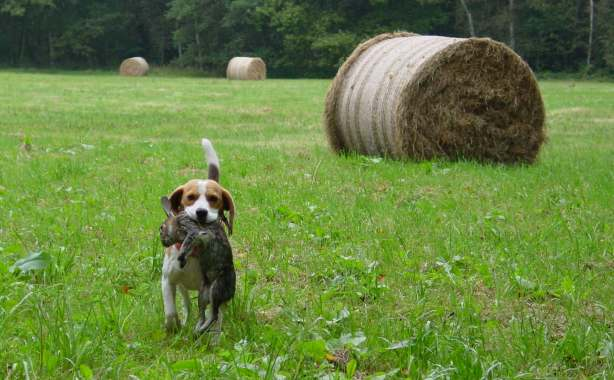
Kaninchen apportierender Beagle

Der Beagle wird in Deutschland selten jagdlich geführt. Dennoch eignet sich der Beagle aufgrund seines Spur- bzw. Fährtelautes und seinem Finderwillen hervorragend für die Stöberjagd. Die ursprüngliche Brackierjagd wird aufgrund der gesetzlichen Bestimmungen über die mindest erforderliche Reviergröße von 1000 Hektar in Deutschland nur sehr selten ausgeübt.
Ein an die Jagd herangeführter Beagle verfolgt den Hasen spurlaut mit ausgeprägter Beharrlichkeit. Ist die Jagd einmal begonnen, ist es nahezu unmöglich den Hund abzurufen. Der ausgeprägte Jagdtrieb lässt nur zwei Möglichkeiten, die Jagd zu beenden: durch Beutemachen oder aufgrund Ermattung.
Sein starker Wille, zum Stück zu finden, macht ihn auf der Schweißfährte etwas ungestüm. Doch bei regelmäßigem Training bleibt er auch auf der 40 Stunden alten Schweißfährte beharrlich.
Der Beagle ist ein beliebter Meutehund für Schleppjagden in Deutschland.
Der Beagle ist kein Apportierhund. Ein ausgewachsener Hase ist zu schwer für ihn. Doch sein Drang nach Beschäftigung, vor allem für die Nase, macht ihn insbesondere für die Arbeit auf der Schleppe geeignet. Dafür trägt er ein Kaninchen auch über weite Strecken dem Jäger zu. Der Hund ist wasserfreudig und auch an Federwild heranzuführen. Der Beagle ist durchaus Kandidat für die jagdliche Gebrauchsprüfung und die Schweißprüfung.

### Meutehunde

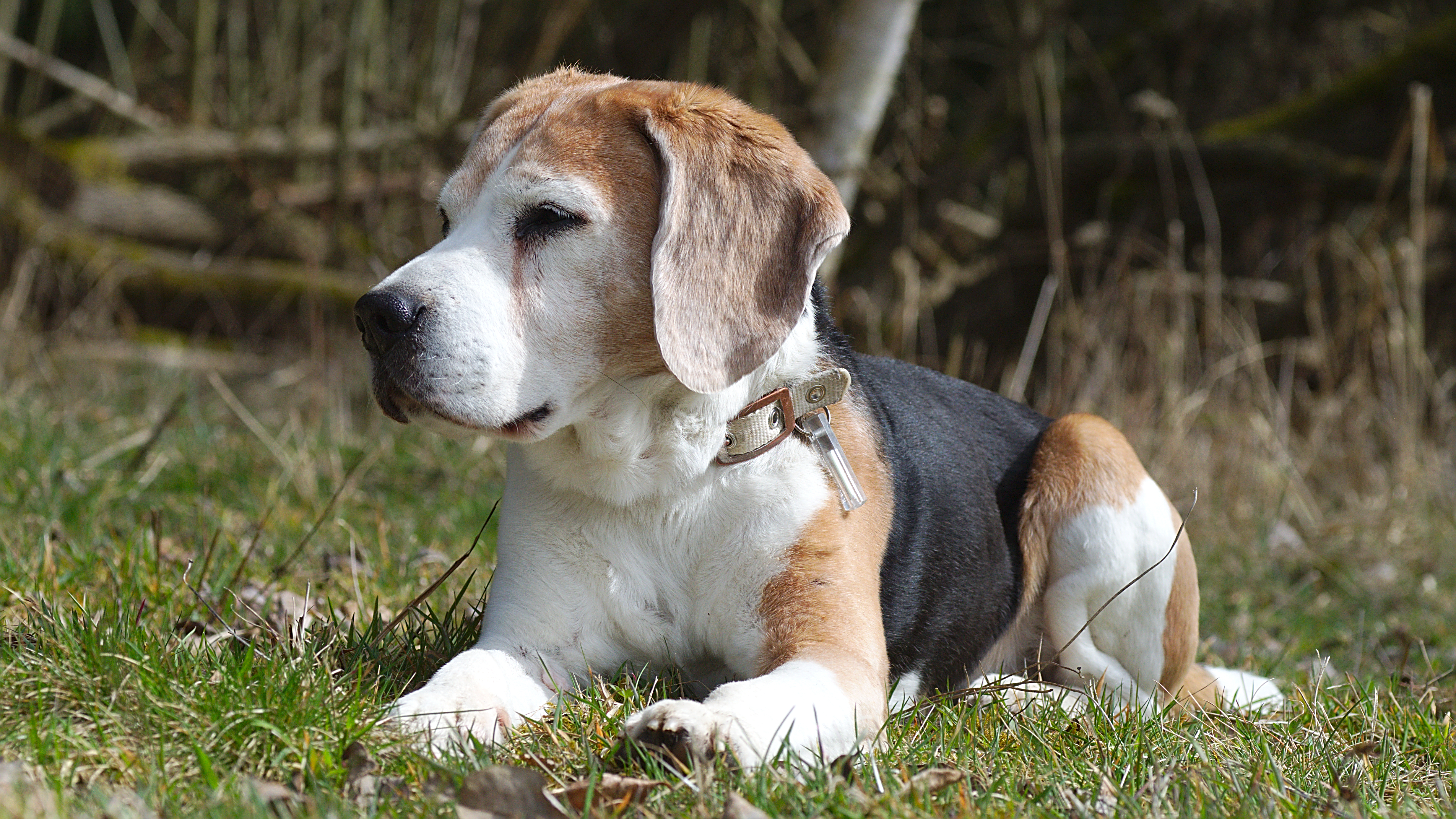
Beagle im hohen Alter von 15 Jahren

In Deutschland gibt es fünf aus Beagles bestehende Meuten, die zur Schleppjagd abgerichtet sind (Stand 2018). Die Schleppe wird mit einem künstlichen Köder gelegt. Die Hunde geben das Tempo vor, verfolgt werden sie von Reitern, was an Reiter und Pferd durch das unebene Gelände und das hohe Tempo hohe Ansprüche stellt. Am Ende der Jagd erhalten die Hunde als Belohnung für die geleistete Arbeit Rinderpansen, das sog. Curée.

### Haltung als Familienhund
Diese Hunderasse wurde jahrhundertelang nur auf die Jagd in der Meute gezüchtet. Jeder Beagle, der nicht optimal der Spurensuche und Treibjagd nachging, aber auch solche, die Aggressionen innerhalb der Meute zeigten, wurde aussortiert. Der Beagle war ursprünglich ein Funktionshund und bis ins 20. Jahrhundert nicht als Familienhund gezüchtet.

### Sonstige Nutzung
Der Beagle ist die Hunderasse, die am häufigsten in der wissenschaftlichen Forschung eingesetzt wird. Tiere werden zu diesem Zweck gewerblich gezüchtet. Auch in der biomedizinischen Forschung am Hund werden oft Beagles als Versuchstiere verwendet.
Seit 1984 werden in den USA die sogenannten Beagle-Brigades zur Suche nach illegal eingeführten Lebensmitteln, Pflanzen- und Tierteilen durch die Zoll- und Grenzschutzbehörde (USCBP) insbesondere an Grenzübergängen, Häfen und Flughäfen eingesetzt. Im Jahre 2001 waren 60 Beagleeinheiten an 21 internationalen Flughäfen der USA aktiv.

## Spezielle Erkrankungen
Beagle haben eine Prädisposition für die Hound-Ataxie, die Meningitis-Arteriitis, Übergewicht sowie die Lafora-Krankheit. 
Die Lafora-Krankheit ist ein autosomal rezessiv vererbbarter Genschaden, der verhindert, dass Glucose in Glycogen umgewandelt wird. Diese Krankheit lässt sich beim Beagle seit 2017 durch einen Gentest nachweisen. Im Beagle Club Deutschland e. V. besteht seit 2018 eine Pflicht für diesen Test für alle in der Zucht stehenden Hunde, so dass eine weitere Verbreitung dieser Krankheit, die es im Übrigen auch beim Menschen und anderen Hunderassen gibt, verhindert wird. 
Die Akatalasämie ist eine genetische Störung, die zu einer schweren Parodontitis führt. Es existiert ein Gentest zum Nachweis dieser Erbkrankheit.